# Акупунктура
Акупунктура (на латински: acus, „игла“ и punctura „убождане“) или на стандартен Мандарински диалект – zhēn jiǔ (針灸, терапия с игла) е техника на поставяне и манипулиране с игли в „акупунктурни точки“ по тялото. Привържениците на този вид процедури твърдят, че то спомага за възстановяване на здравето и в частност е добро за лекуване на главоболие. На сайта на Световната здравна организация може да се намери документът „Стандартна акупунктурна номенклатура: кратко обяснение на 361 класически наименования на акупунктурни точки и техния многоезичен сравнителен списък“. Американският здравен закон „Обамакеър“ допуска покриването на разходите за алтернативна медицина наред с тези за традиционната. В България практикуването на акупунктура става в съответствие с изискванията на Закона за здравето. Смята се, че произлиза от Китай и най-често се асоциира с традиционната китайска медицина. Има и други типове акупунктура (японска, корейска и класическа китайска акупунктура), които са практикувани по света. Акупунктурата не представлява научно оправдана форма на терапия и не съществуват доказателства за ефект по-различен от плацебо.

### Въведение в акупунктурата
- За акупунктурата – история и част от даоистката философска система Архив на оригинала от 2011-12-01 в Wayback Machine., холистичен център „Универсум“
- Акупунктурата като техника на лечение Архив на оригинала от 2009-07-18 в Wayback Machine.
- За акупунктурата като вид алтернативна медицина, Интервю с д-р Иво Здравков Архив на оригинала от 2008-10-12 в Wayback Machine., в. Стандарт, бр. 5659 / 11 септември 2008

#### Скептична гледна точка
- За акупунктурата в The Skeptic's Dictionary ((en))

#### Конкретни теми
- Графична схема на 12-те основни меридиана Архив на оригинала от 2014-01-16 в Wayback Machine.
- 8 фини мердиана Архив на оригинала от 2016-06-19 в Wayback Machine.